# Babeldaob

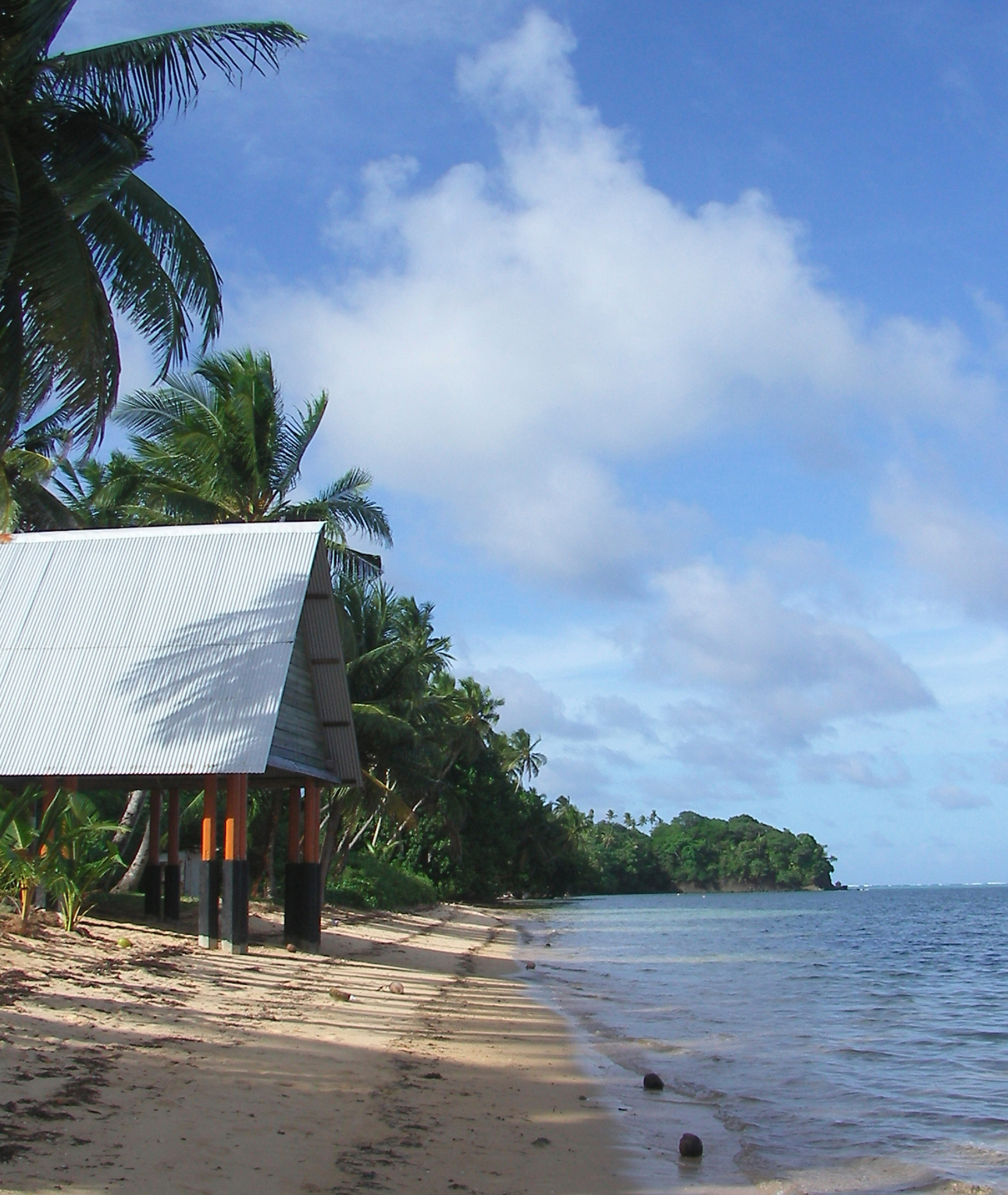
Bãi biển gẫn Melekeok

Babeldaob (cũng được viết là Babelthuap) là hòn đảo lớn nhất của quốc đảo Thái Bình Dương Palau. Diện tích của đảo là 31 km² (128 mi²), chiếm 70% của cả nước, đảo có 6000 người, chiếm 30% dân số Palau. Đây là một trong số các đảo có dân số đáng kể kém phát triển nhất Châu Đại Dương

## Địa lý
Babeldaob nằm ở đông bắc của bang Koror và bao gồm thủ đô mới của đất nước là Ngerulmud. Không giống như những đảo khác ở Palau, Babeldaob có địa hình đồi núi. Điểm cao nhất Palau là 242 mét tại Núi Ngerchelchuus. Bờ biển phía đông Babeldaob có nhiều bãi biển.
Babeldaob có 10/16 bang của Palau:
- Aimeliik
- Airai
- Melekeok
- Ngaraard
- Ngarchelong
- Ngardmau
- Ngatpang
- Ngchesar
- Ngeremlengui
- Ngiwal